# Lac Kalli
Le lac Kalli (en estonien : Kalli järv) ou lac sacré (en estonien : Pühajärv) est un lac dans le comté de Tartu en Estonie,.

## Géographie
Le lac Kalli est situé à 6 kilomètres au sud de Praaga. 
Le lac Leegu est situé à environ 2 kilomètres au sud-est du lac Kalli.
Le lac Kalli est allongé dans la direction sud-ouest-nord-est et a une superficie d'environ 196 hectares.
Sa profondeur moyenne est de 1,1 mètre et sa profondeur maximale est de 1,4 mètre.
La longueur du lac est de 3,46 kilomètres et la longueur de son rivage de 11,93 kilomètres.
Les rives du lac sont très basses, majoritairement marécageuses, parfois vallonnées.
Le lac est alimenté par la rivière Peravalla, le ruisseau Säärepa au printemps, et par le marais. 
L'écoulement du lac s'effectue par la rivière Kalli jusqu'à l'Emajõgi.
En raison de l'abondance de substances organiques et de la teneur élevée en composés de fer, l'eau du lac est brun jaunâtre et très peu transparente.